# Matt's Mood
Matt's Mood è l'ultimo album dei Matt Bianco, pubblicato nel 2004 per la casa discografica Universal e distribuito dall'etichetta Emarcy.

## Il disco
Il lavoro ha visto il ritorno, dopo 20 anni, del gruppo pop/jazz/soul britannico nella formazione originaria, composta dal trio Mark Reilly (voce maschile), Basia Trzetrzelewska (voce femminile) e Danny White (tastiere), caratterizzato dalle tipiche armonie vocali, che si è comunque nuovamente sciolto, sùbito dopo il tour mondiale, intrapreso per promuovere il nuovo lavoro, riportando così la band all'ormai più tradizionale formazione del duo, formato da Reilly e dal musicista Mark Fisher (entrato nei Matt Bianco nel 1985, all'epoca session man per gli Wham! di George Michael e Andrew Ridgeley). L'intero nuovo album è stato scritto e prodotto dal trio originario, Mark Reilly, Danny White e Basia Trzetrzelewska, mentre non c'è traccia di Mark Fisher in nessuna delle 10 tracce del disco, che prende il suo titolo da uno strumentale posto in chiusura di tracklisting, Matt's Mood III, a sua volta continuazione di due brani, altrettanti strumentali, dall'album di debutto, Whose Side Are You On?, del 1984, terminata la promozione del quale Basia e Danny avevano abbandonato la formazione una prima volta, per formare un duo sotto il nome collettivo di Basia, che ha riscosso un discreto successo.

## Tracce
1. Ordinary Day – 4:38
2. I Never Meant to – 4:52
3. Wrong Side of the Street – 4:04
4. La Luna – 4:04
5. Say the Words – 3:42
6. Golden Days – 4:21
7. Ronnie's Samba – 4:11
8. Kaleidoscope – 4:25
9. Slip & Sliding – 4:20
10. Matt's Mood III – 5:33